# Експлоатација нафте и гаса у Србији
Експлоатација нафте и гаса у Србији је делатност која за циљ има исцрпљивање лежишта нафте и природног гаса на територији Србије. Експлоатација је само део процеса искоришћења нафте, који врло често има негативан утицај на животну средину - ваздух, воде и земљишта. Претходи јој истраживање лежишта а након ње следи прерада и рафинирање нафте и њених деривата, као и природног гаса. У Србији су налазишта нафте и гаса концентрисана претежно у Војводини, у Банату у троуглу између градова Зрењанин — Кикинда — Вршац. Србија не спада у земље богате нафтом и гасом али резерве које поседује су свакако од значаја за ову грану индустрије. Експлоатацијом и прерадом нафте и гаса бави се Нафтна индустрија Србије, са седиштем у Новом Саду. Постоје и две рафинерије у Панчеву и Новом Саду које се баве прерадом нафте.

## Развој кроз историју

### Откриће нафтоносног Панонског басена
Први радови на истраживању и производњи нафте у западнобалканским земљама везују се за средину 19. века, и то искључиво за терене који су били у саставу Аустро-Угарске монархије. Да и у западном делу Панонског басена има нафте знало се још пред крај 18. века, када су у Пакленици регистровани изданци нафте. Међу прва геолошка истраживања везана за нафту спадају радови на картирању, које је 1887. године објавио мађарски геолог Матyасоwсзкy, члан Мађарског геолошког друштва. Прва бушења на нафту извршена су у Међумурју, у периоду од 1884. до 1885, одакле потиче прва производња нафте преко бушотина. Први значајнији резултат у Панонском басену забележен је 1937. године, када је пронађено нафтно поље Будафапуста Лиспе у Мађарској, а затим и поље Ловасај, такође у Мађарској. Захваљујући овим открићима, доказано је да је и Панонски басен био подесан за стварање и акумулацију нафте. Kасније су у Мађарској и Југославији нађена и друга нафтна и гасна поља.

### Почетак истражних радова у Србији
У Војводини, а посебно у Банату, нафту су истраживали још у XIX веку, али безуспешно. Претежни део територије Баната је непрегледна равница, испресецана низом малих река које се уливају у Тису и Дунав које већим делом ограничавају ову област Србије. Терени око и између река су представљени алувијумом и представљају водоплавна земљишта. Сем алувијума на територији Баната се издвајају Вршачке планине, Делиблатска пешчара и Делиблатски лесни плато као посебне геоморфолошке целине. Истраживања на територији Баната су била подстакнута сазнањем да територија Баната припада великом и пространом Панонском басен у централном делу Европе, који је био је познат као нафтоносан, већ од XIX века.
Познати су трагови нафте у Подравини и Посавини (Седларица) и мање количине нафте у ободном делу Панонског басена у Босни на Мајевици, као и нафтна и гасна поља у Банату, све су то нафтне бушотине избушене у Панонском басену. Па, и поред основане претпоставке да у Банату има нафте и гаса, истраживање је почело релативно врло касно у Банату.
Прва геолошка истраживања на територији данашње Србије започета су за време Другог светског рата у Банату (1942), у рејону Велика Греда-Локве-Јаношик у близини данашње бушотине бр. 2. Регионалну гравиметрију урадили су немачки стручњаци из фирме Сеизмос из Хановера, организацију истражног бушења преузеле су специјализоване екипе које су радиле под директним надзором Немаца, а као неквалификована и приучена радна снага ангажовани су становници из околних села. Нажалост, сем гравиметријске карте истражног подручја, мало шта је од обављених истраживања из тог периода остало. Међутим, до самог бушења није дошло услед ратне ситуације. Моторе од гарнитуре за бушење су Немци однели, а торањ је остао на лицу места. 
Радови на организовању, истраживању и експлоатацији нафте настављени су после ослобођења земље. Недуго по ослобођењу Београда, у јануару 1945. године, у оквиру Савезне владе ДФР Југославије основано је Министарство рударства, са гранским одељењима, међу којима се налазило и Одељење за нафту, со и гас (плин). 
Године 1945, Југословенски комбинат за нафту и гас је у Великој Греди основао предузеће за истраживање нафте Велика Греда, које је имало задатак да настави се, за време рата започетим, истражним радовима у овом месту.
Године 1947. донет је Први петогодишњи план, по ком је било неопходно, ради општег развоја и обнове земље, развити сировинску базу и базну индустрију: производњу и прераду нафте и гаса, производњу и прераду угља, електроиндустрју, црну и обојену металургију. У том смислу је за област производње нафте првим Петогодишњим планом било предвиђено:
1. Повећати производњу нафте, тако да у току 1951. године производња достигне 450.000, а на крају 1951. године 500.000 тона сирове нафте.
2. За прераду предвиђене количине нафте подићи нову рафинерију с уређајем за крековање, тако да рафинерија почетком године 1950. може да преради 300.000 тона сирове нафте.
3. За извршење постављених задатака извршити опсежна експлатациона и истражна бушења у већ познатим ревирима Гојла и Лендаве и геофизичка испитивања и истражна бушења на досад неутврђеним ревирима.
4. Почети искоришћавање уљних шкриљаца и стално повећавати производњу.

Kасније, у циљу обједињавања свих погона у Војводини који су радили на истраживању нафте, седиште овог предузећа је премештено у Зрењанин и 1949. године предузеће је променило своје дотадашње име у Предузеће за истраживање и производњу нафте и земног гаса Зрењанин, али већ 1952. године ова фирма мења своје име у Нафтагас – Зрењанин. Пошто је утврђено да је Војводина врло занимљиво палеогеографски подручје, и истраживања су потврдила присуство нафте у сармату структуре Велика Греда, у дубини преко 1100 м. Истраживања у Орловату, Бечеју, Овчи и Мошорину биле су досад негативне на нафту, али је код Бечеја избушен земни гас и С02. У структури Ковин наишло се на трагове нафте у II. Медитерану и у трошној зони основног стеновитог масива. Истраживања су учврстила оптимистичка мишљења геолога, да у Војводини има нафте, али старије од плиоцена.
Прва бушотина из које је почела де се комерцијално експлоатише нафта, у јуну 1953. године, била је у пределу Велике Греде и нафтоносног ревира у Локвама, у раније слабо или никако, а данас већ врло добро познатим Јерменовцима (северозападно од Вршца). Прво индустријски продуктивно врело нафте давало је дневно већ око 20 т сирове нафте. Били су заправо то тек истражни почеци, но ипак довољно, да разбије скепсу старијих истраживача, а охрабри да наставе истражне су радове, и да се даља се бушења почну вршити код Зрењанина (Бока), Бечеја, Бачког Петрова села и Бачкога Градишта. И ако је 1953 означена као година првог бушења, индустријска производња нафте у Војводини отпочела је стварно године 1956. Након првих откривених бушотина истраживања су настављена. Све до данас Банат је био веома занимљив за истраживање и сматра се да постоје резерве које још увек нису откривене.

### Развој нафтне и гасне привреде у Србији
Када је Југословенски комбинат за нафту и гас 1945. године у Великој Греди основао Предузеће за истраживање нафте Велика греда, то је представљало почетак организованог рада на истраживању нафте и гаса у Србији, а када је 1949. године у Зрењанину основано јединствено предузеће, које је објединило све послове на истраживању и производњи нафте и гаса у Србији – Предузеће за истраживање и производњу нафте и гаса, касније преименовано у Нафтагас – Зрењанин, то је био сигуран знак да ће и у Србији отпочети битка за нафту и гас. Данас Нафтагас – са седиштем у Новом Саду, представља веома значајан енергетски комбинат који организационо, технички и финансијски повезује целокупну нафтну индустрију Србије, од студијских истраживања, преко бушења на нафту и гас, до прераде и продаје нафте, гаса и њихових деривата.

## Битуминозни (уљни) шкриљац
Битуминозни шкриљци се могу дефинисати као ситнозрне и компактне глинасто-лапоровито-карбонантне седиментне стене које садрже променљиву количину органске супстанце и из којих се при пиролизи добија уље, односно нафта.
Супстанца која изграђује је названа кероген, која је по хемијском саставу ближа нафти него мрким угљевима. Битуминозни шкриљци, у основној неорганској стенској маси представљају дисперозно расејану сапропелску материју изграђену од полена и спора виших биљака, воштањих и смолних телашаца, остатка риба и алги.
Уколико једну овакву материју изложимо загревању на температури око 500 °C, кероген – садржан у шкриљцу, ће се разложити на гасовите и течне угљоводонике, који су по својим карактеристикама веома слични природној нафти, па се због тога ове особине овакве стене називају уљни или керогенски шкриљци.
По својим физичким карактеристикама, битуминозни (уљни) шкриљци спадају у чврсте и жилаве стене, са листастом, танкоуслојеном или банковитом структуром. У геолошкој и органско-геохемијској литератури, за ове стене примењују се и називи: уљни шкриљци, уљни глинци, горући, нафтни, парафински, керогенски, угљевити, липтобиолитски шкриљци, мали високопепелни.

### Налазишта битуминозног шкриљца
У геолошком, а нарочито технолошком смислу, битуминозни шкриљци су на територију Србије недовољно истражени, изузев лежишта у Алексинцу, чији степен истражености је, нарочито после Другог светског рата, достигао знатан ниво, али не и довољан да би послужио као основа за израду инвестиционих програма и подизање индустријских погона. 
Геолошке појаве битуминозних шкриљаца, које указују на присуство мањих или већих лежишта ове енергетске сировине, просторно су углавном везане за источну, јужну и западну Србију.
У источној Србији Битуминозни шкриљци имају највеће распрострањене у тзв. Сенонскомтектонском рову (тимочкој зони) и у Јужноморавском басену код Алексинца.
У јужној Србији појаве битуминозног шкриљца регистроване су у Врањском басену и на терену око Kуршумлијске Раче.
У западној Србији појаве битуминозног шкриљца регистроване су у Kрушевачком, Западноморавском (Чачанско-краљевачком) и Ваљевском басену.

### Алексиначки битуминозни шкриљци
Алексиначки битуминозни шкриљци налазе се у источном делу Моравског терцијалног басена, дуж десне обале реке Моравице, на простору између Алексинца и села Бродарца. Захваљујући добрим саобраћајним условима и значајним резервама битуминозног шкриљца, у овом басену је ова појава геолошки и технолошки релативно добро изучена. На поменутом простору, битуминозни шкриљац је откривен у једном узаном појасу, правца пружања ЈЈИ-ССЗ, у дужини од 8 км. Шкриљац се налази у повлати угљеног слоја и, својим резервама и другим погодностима подстиче код потенцијалних инвеститора жељу за даљим истраживањима и очекивања да ће ово лежиште битуминозног шкриљца, евентуално, остварити давнашњи њихов сан о економичној експлоатацији и преради.

### Врањски басен
О појави битуминозних стена и битуминозних шкриљаца у Врањском басену, одавно се већ зна, али су ове појаве мало испитане и истражене. У атара села Буштрања битуминозни шкриљци откривени су и видљиви на више места, а најбоље у Буштрањском потоку, од места Плочарци до села Миланова, као и у бројним безименим потоцима – десним притокама Буштрањског потока. Дебљина слојева битуминозног шкриљца креће се од 8 до 16 м, с тим што слојеви нису хомогени и чисти, већ су проткани бројним прослојцима од финозрних пешчара и лапораца. Чисте партије битуминозног шкриљца имају веома промењиву дебљину, од 0,5 до 4 метра, а генерални пад према западу или југозападу, под углом од 35°. Изданци Битуминозног шкриљца запажени су и у бројним безименим потоцима и јаругама у атарима села Жилско и Марганце, као и поред пута Ристовац-Врање.
Појаве код села Раче недалеко од Kуршумлије. 
Село Рача налази се на левој обали реке Kосанице, 17 км јужно од Kуршумлије. Битуминозни шкриљци налазе се на простору између Раче и Kуршумлијске бање. Најбоље природно откривени профили овог шкриљца налазе се у Ћоровом и Маричком потоку, док су мање појаве запажене по многобројним безименим потоцима и јаругама код заселака: Села Раковице, Kалдуре, Пећарина, Шорта, Превоја и Kртока, на површинама од 4 km².

### Kрушевачки басен
Серија седимената у којој су присутне дебеле наслаге битуминозних шкриљаца пружа се у једном појасу ширине 1,5 км, од Трстеника, преко села Чаири и брда Kозника до села Доња Црнишава. Ова дебела серија седимената литолошки се може поделити у три дела: доњи, средњи и горњи. Најинтересантнији је средњи део серије, које су према K. Петковићу, М. Павловићу и K. Јенку, у конгломератима на левој обали Западне Мораве – у Звездану код Трстеника, а затим у потоку Равништу – код села Чаири и у потоку Јовинцу – код доње Црнишаве, утврђене појаве полутечне битумије. Генерални пад ових слојева је у правцу 25-50°, дебљине 400 метара.

### Западноморавски басен
На основу свих података и истраживања могуће је закључити да су битуминозни шкриљци и асфалти везани за доњемиоцнске седименте, који се и јужном делу овог басена пружају у облику једног узаног појаса од Виљуше, Трнаве, Атенице и Језине, све до Парменца. Идентичне наслаге могу се пратити и у северном делу басена, од села Лађеваца, преко Тавника до Вољавче, одакле их прекривају слатководни седименти, да поново избију на површину код села Бреснице, одакле се непрекидно пружају преко Бечња, Остре, Доње и Горње Трепче, Прислонице, Брђана и Милићевца, све до Прањана.

### Ваљевско-мионички басен
Простор, на коме су у овом басену присутни бројни изданци битуминозног шкриљца и асфалта, обухвата повешину око 40 km², а налази се између Ваљева и Мионице, и река Kолубаре и Топлице. Према подацима из литературе, пакет битуминозних шкриљаца, дебљине од 15 до 30 м, налази се у средњем делу серије. Најбоље откривени профили, који омогућава осматрање слоја битуминоног шкриљца у Ваљевско-мионичком басену, налазе се на северној страни брда Бела стена, на десној обали Kолубаре, код села Шушеока, на брду познатом као Радовачка страна, и на путу који води уз Радовичку страну за село Доња Топлица.
Алексиначко лежиште битуминозног шкриљца
Наслаге доњомиоценске серије код Алексинца, дебљине преко 800 m, поред познатих квалитетних слојева мрког угља, садрже значајне резерве битуминозних шкриљаца наталожених у прелазном периоду горњи олицоген-доњи миоцен.

## Технике бушења и развој различитих техника
У прошлости бушење је био веома мукотрпан, опасан и тежак посао, међутим данас је то сасвим другачије. На почетку су то били различити бунари који су се ручно израђивали уз помоћ конопља и бамбуса на чијем врху се налазило длето које је је спуштано слободним падом. Затим је експлоатација олакшана уз помоћ ротационе бушилице која је први пут употребљена 1880. Али ротациона бушилица је била само почетак у дугом низу драматичних унапређења која су се развила у 20. веку. Неке од најпознатијих иновација су помогле да се побољша ефикасност производње нафте и учиниле да је до нафте лакше доћи. Након Другог светског рата техника израде бушотина је кренула да се нагло развија па све до данас. Савремене машине опремљене су системима за регулацију оптерећења на круну, хидродинамички пренос снаге и аутоматско навртање и одвртање бушаћих шипки. Све бушеће машине се могу поделити у две основне групе на основу њихове покретљивости приликом експлоатације, групу стационарних и групу покретних бушећих гарнитура. Разликујемо и две методе у техници бушења: ударна и ротациона метода. Код ударног бушења, круна за бушење (длето) наноси велики број удара на дно бушотине. Последица овог је разарање стене на месту удара. За разлику од техника ударног бушења, бушење ротационом техником је резултат континуираног кружног стругања под сталним притиском (у данашњим време, под појмом "ротационо бушење" подразумева се метода бушења у којој се бушотина континуално чисти током течности или ваздуха, а под појмом «ротационо» сматра се техника која користи пужни бушаћи алат, auger. Све ове методе примењују се како у свету тако и у Србији са неким малим закашњењем.

## НИС

### Развој компаније
Ембрион Нафтне индустрије Србије је Предузеће за истраживање и производњу нафте и гаса, формирано у Зрењанину одлуком Владе ФНРЈ 1949. При оснивању задатак предузећа био је да започне истраживања и производњу нафте и гаса у североисточном делу Србије. Предузеће је 1953. добило нови назив Нафтагас.

Прва етапа развоја трајала је од 1949. до 1956. на подручју Баната. Прво гасно поље пронађено је 13. јула 1949. ерупцијом на бушотини Вг-2 код Велике Греде. Наредне године у Бечеју је откривено ново гасно поље са присуством угљен-диоксида.
Почетна фаза прве етапе завршена је 1952. открићем првог нафтног поља код села Јерменовци, недалеко од Вршца. Поље није било велико, али је било веома значајно са стручног аспекта, његовим открићем демантовано је мишљење да у источном делу Панонског басена нема нафте. 
У раздобљу 1952–1956. улажу се напори и концентришу сви расположиви ресурси да се прво нафтно поље пусти у производњу. Поље је требало потпуно истражити, урадити пројектну документацију и експлоатационе бушотине, изградити инсталације и оспособити лежиште за експлоатацију. То је све завршено 1956, када је на пољу Јерменовци произведено 6.500 тона нафте.

### Нафтна поља НИС-а
Наредних година интензивирају се и унапређују истраживања нафте и гаса и активирају новооткривена нафтна, нафтно-гасна и гасна поља: Локве (1957), Елемир (1959), Пландиште (1962), Кикинда (1963), Мокрин (1963), Кикинда-Варош (1965), Јаношик (1966), Велебит (1968), Госпођинци (1969), Тилва (1969), Мраморак (1970), Бегејци (1971), и тако до поља Мартонош (1987).
Нафтно поље Турија Север, једно од наших већих нафтних лежишта, у производњу је пуштено 1991. године. Истраживања нафте и гаса извођена су и на другим теренима у Србији: у Поморављу, Подунављу, Дунавском кључу, тимочком крају, крушевачком басену, врањском басену и на потезу Чачак–Краљево. Од 1949. до 1987. у Србији је избушено око 1.700 бушотина, односно око 2 милиона и 700 хиљада метара истражних и експлоатационих бушотина.
Од 1969. упоредо са истраживањима нафте и гаса, Нафтагас је започео систематска истраживања термоминералних вода. Између 1969. и 1979. избушено је и испитано 17 бушотина ради добијања термоминералних вода и геотермалне енергије. Први систем за коришћење подземних геотермалних вода почео је да ради 1978. у Бачком Карађорђеву, следили су бања Јунаковић код Апатина, бања Кањижа, геотермални системи у Кикинди и Србобрану итд. На прелазу XX века у XXI, просечна годишња производња НИС Нафтагаса је око 750 хиљада тона нафте и 450 милијарди (нормалних) метара кубних гаса. Недовољне количине домаће и недостатак нафте из увоза, као главног енергента у рудницима са цикличним технологијама експлоатације, узрокују застоје, редукцију производње и губитке, а нафта са „црног” тржишта осетно поскупљује рудничку производњу.
Активности НИС-а у овом сегменту обухватају још и оперативну подршку производњи, управљање резервама нафте и гаса, управљање разрадом лежишта нафте и гаса, велике пројекте у области истраживања и производње.
Већина НИС-ових нафтних налазишта налази се у Србији, док компанија истражне радове изводи и у Босни и Херцеговини и Румунији где је покренута и експериментална производња.
НИС је данас једна од најуспешнијих компанија и највећи буџетски давалац у Србији.

### Историјат НИС-а
У табели је дат кратак преглед догађаја важних за компанију која се бави експлоатацијом нафте и гаса у Србији.
| Година | Важни догађаји у развоју НИС-а |
| ------ | --- |
| 1945.  | Основано Трговачко предузеће за промет нафте и нафтних деривата. Национализацијом и откупом већ постојећих петролејских стоваришта малог капацитета и изградњом нових, ствара се мрежа стоваришта. То је основа за будућу дистрибутивну мрежу која се развијала заједно са путном мрежом и порастом броја моторних возила.                                                                                     |
| 1949.  | Основано Предузеће за истраживање и производњу нафте. Задатак новооснованог предузећа био је да у источном делу Панонског басена открије “црно злато”. Пет месеци након оснивања предузећа, пронађено је прво лежиште природног гаса у Србији. Држава почиње да издваја средства за истраживање и инвестиције, а банке да одобравају кредите за отварање нафтних и гасних поља.                                |
| 1952.  | Пронађено прво нафтно поље на северу земље, код Јерменоваца у Банату, недалеко од откривеног лежишта гаса. Иако ово поље није велико, оно је имало пресудни значај за развој целе нафтне индустрије у Србији. Добијена су средства за даља истраживања и развој предузећа, а ово прво поље било је за раднике школа из области истраживања и производње нафте и гаса.                                          |
| 1953.  | Почела је интензивна изградња првих бензинских пумпи у највећим градовима Србије. На почецима се промет нафтних деривата мерио у десетинама хиљада тона, да би неколико деценија касније прешао границу од милион тона. |
| 1961.  | Изграђен је Аеросервис „Београд“ за снабдевање авио-компанија млазним горивом. Те године започела је интензивна сарадња са југословенским авио-превозником ЈАТ, да би се касније та сарадња проширила и на међународне авио-компаније. |
| 1963.  | Завршена изградња првог магистралног гасовода који је спајао сва нафтна поља са градом Панчево где ће се изградити прва рафинерија. |
| 1968.  | Откривено налазиште нафте «Велебит», највеће у земљи. Нафта „Велебит“ због свог хемијског састава потпуно одговара за производњу нафтенских базних уља. Базна нафтенска уља се високо цене, у Европи су у дефициту, а велике количине увозе се из Америке и Азије. НИС ће ускоро почети производњу нафтенских базних уља, управо из српске нафте „Велебит“.                                                    |
| 1968.  | Почеле с радом рафинерије нафте у градовима Нови Сад и Панчево. Прве две деценије обележене су изградњом примарних рафинеријских постројења. У другом периоду, од 1980. до 1992. године, у циљу дубље прераде сирове нафте, изграђена су секундарна постројења. По технолошкој опремљености, рафинерије су у том периоду биле у светском врху.                                                                 |
| 1979.  | Остварена рекордна годишња производња гаса од 1,14 млрд кубних метара. |
| 1982.  | Нови рекорд у годишњој производњи нафте од 1,3 милиона тона |
| 1991.  | Основано Јавно предузеће Нафтна индустрија Србије. Сва предузећа из области нафтне привреде која су до тада радила самостално, по први пут почињу да послују под једном фирмом. |
| 1999.  | Уништен је део производних капацитета, највише су оштећене рафинерије у Новом Саду и Панчеву због НАТО бомбардовања. |
| 2005.  | Компанија добија статус акционарског друштва, а самим тим бира своју Скупштину акционара, Управни одбор и руководеће органе. |
| 2009.  | У акционаре Компаније улази руска компанија Гаспром њефт, на основу међудржавног Купопродајног споразума између Републике Србије и Руске Федерације о куповини 51 одсто акција. |
| 2012.  | Завршена изградња комплекса за хидрокрекинг и хидрообраду у Рафинерији нафте Панчево која означава завршетак прве фазе модернизације рафинеријског комплекса НИС-а. |
| 2016.  | У оквиру Погона за припрему и транспорт нафте и гаса у Елемиру почело је да ради Аминско постројење за пречишћавање природног гаса у које је уложено више од 30 милиона евра. Осим позитивног бизнис ефекта, овај пројекат има и значајну еколошку компоненту јер у потпуности спречава доспевање угљен диоксида у атмосферу. Србијагас и Гаспром потписали Споразум о научно–техничкој сарадњи и партнерству. |
| 2017.  | У Рафинерији нафте Панчево одржана свечаност поводом почетка радова на постројењу за дубоку прераду са технологијом одложеног коксовања. Потписан уговор о изградњи термоелектране-топлане Панчево између компанија „ТЕ-ТО Панчево“ и кинеске компаније „Шангај Електрик Груп“. Усвојена корпоративна Стратегија развоја до 2025. године                                                                       |
| 2019.  | Започета изградња ТЕ-ТО Панчево. Обележено 10 година од почетка пословања «Гаспром њефта» у Србији. |

## Утицај експлоатације нафте и гаса на животну средину
Као и приликом експлоатисања било ког необновљивог ресурса, приликом експлоатисања нафте и гаса долази до загађивања околине. Управо тај утицај као и утицај нафте и гаса на животну средину присутан је и у Србији током њене експлоатације и каснијег коришћења.